# Джеймс Гавин
Джеймс Морис Гавин (Джъмпин Джим) [на английски: James Maurice Gavin (Jumpin Jim)] е американски офицер, генерал-лейтенант от ВВС на САЩ, участник във Втората световна война.

## Биография
Роден е на 22 март 1907 г. в Ню Йорк, САЩ в семейство на ирландски емигрант в квартал Бруклин. Осиновен от приемно семейство (1909).
През 1924 г. напуска дома си и постъпва в армията на САЩ. Служи в Панама и като брегови артилерист във форт „Шърман“. През 1925 г. постъпва във Военната академия „Уест Пойнт“. Завършва през 1929 г. и получава първо офицерско звание втори лейтенант.
Служи във форт „Бенинг“ под командването на Джордж Маршал, Филипините (1936-1938), ротен командир в 7-и пехотен полк и инструктор в „Уест Пойнт“.
Постъпва в новосъздадените въздушнодесантни войнски (1941). Командир на рота в създадения 505-и парашутно-десантен батальон. Полковник и командир на 505-и парашутно-десантен полк (1942).
Бойния си път по време на Втората световна война започва през 1943 г. с десанта на остров Сицилия (операция „Хъски“), Салернската въздушнодесантна операция и опрерация „Нептун“ във Франция, която е част от десанта в Нормандия. Повишен е във военно звание бригаден генерал. От септември 1944 г. като командир на 82-ра Въздушнодесантна дивизия участва в операция „Маркет-Гардън“.
Той е най-младия генерал-майор в армията на САЩ. Наричан от подчинените си с прозвището „Джъмпин Джим“, поради факта, че винаги скача с парашут заедно с поверената му дивизия.
На 12 януари 1946 г. води Нюйоркския парад на победата начело на 82-ра Въздушнодесантна дивизия като представително съединение от армията на САЩ.
След войната ръководи център за изследване развитието на армията. Има съществен принос за развитието на въздушнодесантните войски чрез използването на вeртолети. Излиза в оставка с военно звание генерал-лейтенант през 1958 г. Посланик на САЩ във Франция (1961-1962).